# Голста, Мадара
Мадара Голста (латыш. Madara Golsta; род. 13 февраля 2003 года) — латвийская шахматистка, призёр чемпионатов Латвии по шахматам среди женщин (2020, 2021).

## Биография
Вместе со своей сестрой-близнецом Рамоной Мадара Голста была ученицей шахматного тренера Айвара Сташана (1954—2021). Она была многократным победителем юношеских чемпионатах Латвии по шахматам в разных возрастных группах среди девушек, где заняла 2 первых места (2019 г. в возрастной группе M16, 2020 г. в возрастной группе M18), 4 вторых места (2013 г. в возрастной группе M10, 2015 г. в возрастной группе M12). группы, 2016 г. в возрастной группе M14, 2018 г. в возрастной группе M18) и третье место (возрастная группа M14 2017 г.). Мадара Голста представляла Латвию на юношеских чемпионатах мира по шахматам и юношеских чемпионатах Европы по шахматам среди девушек, где лучшего результата достигла в 2013 году, когда заняла 23-е место в возрастной группе M10 на юнешеском чемпионате мира по шахматам.
С 2017 года Мадара Голста участвует в чемпионатах Латвии по шахматам среди женщин, где завоевала серебряную (2021) и бронзовую (2020) медали.
В апреле 2017 в Риге Мадара Голста участвовала в личном чемпионате Европы по шахматам среди женщин.
В 2019 году в Батуми она играла за Латвию в командном чемпионате Европы по шахматам среди женщин на запасной доске (+2, =1, −2).
В ноябре 2021 в Риге Мадара Голста участвовала в отборочном турнире ФИДЕ «Большая женская швейцарка ФИДЕ» и заняла 48-е место.